# Faldìa
La faldìa è un piatto a base di carne di cavallo della cucina piacentina. Si tratta di una sottile cotoletta ricavata dal diaframma, una parte del ventre dell'animale. Il taglio in questione risulta apprezzato per l'assenza di grasso e la somiglianza con il filetto. Nella gastronomia piacentina non è infrequente l'impiego delle carni equine, sia cavallo che asino.
Tuttavia, associata alla cucina povera, la ricetta era caduta in disuso nel corso del Novecento, finché negli ultimi decenni il piatto non è stato riproposto con successo da alcuni ristoranti di Piacenza e provincia.

## Preparazione
La faldìa consiste in una sottile fetta di carne impanata e fritta in padella nel burro, evitando di farla indurire eccessivamente. Una volta terminata la cottura, viene servita su un letto di basilico.